# Dynamite Jack
Dinamite Jack è un film del 1961 diretto da Jean Bastia.

## Trama
Un francese, Antoine Espérandieu, sbarca in Arizona a causa della chiamata di un amico, nel frattempo ucciso dal terrore della regione: Dynamite Jack. Il nuovo venuto, dopo essersi tagliato barba e baffi, si rende conto di essere il sosia perfetto di Dynamite Jack.
Dopo diversi malintesi, il buon Antoine si troverà a dover affrontare proprio il terribile bandito.